# Тераформування

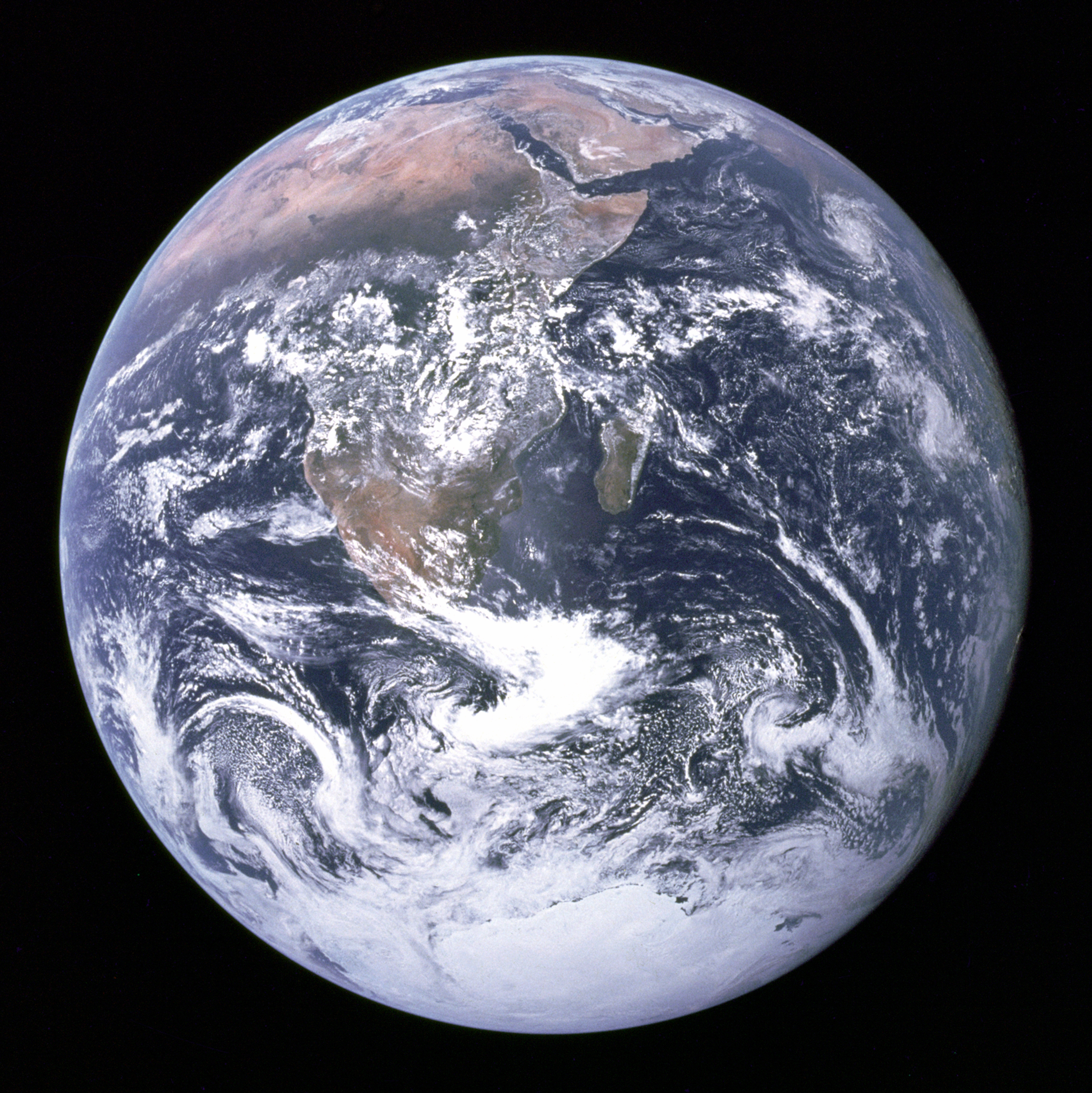
Земля, вид із космосу

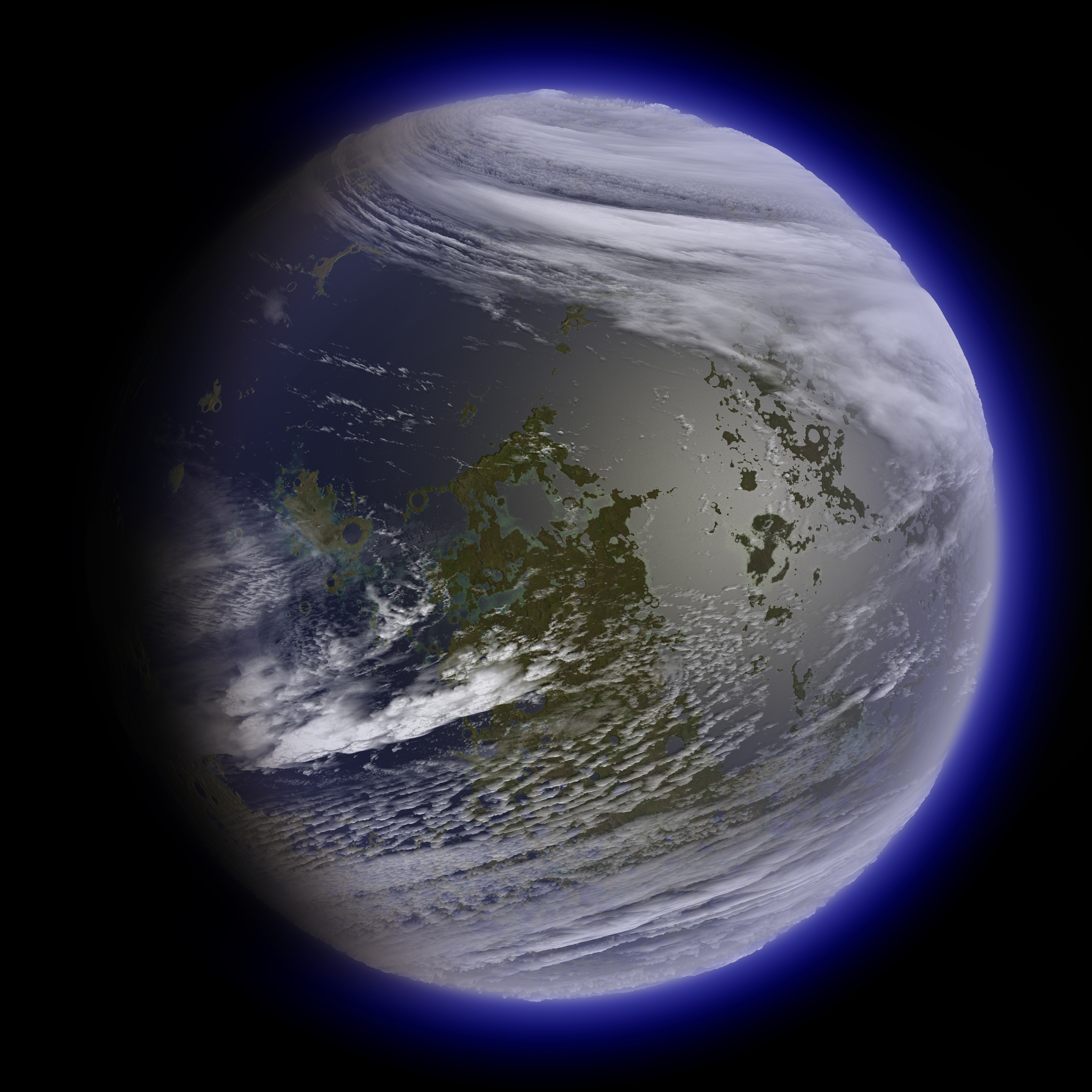
Тераформування Місяця, вид з Землі. Картина художника

Тераформування (лат. terra — земля та forma — вигляд) — зміна кліматичних умов планети, карликової планети, супутника чи іншого космічного тіла для приведення атмосфери, температури та екологічних умов до стану, придатного для проживання земних рослин і тварин. Сьогодні ця задача становить лише теоретичний інтерес, але в майбутньому може розвинутися і на практиці.

## Історія терміна
Термін «тераформування» вперше запропоновано Джеком Вільямсоном у науково-фантастичній повісті, опублікованій 1942 року у журналі Astounding Science Fiction, хоча ідея зміни планет під земні умови проживання простежувалась і в раніших творах інших письменників-фантастів.

## Чинники, які можуть призвести до необхідності заселення інших планет
Практичне значення тераформування обумовлено необхідністю забезпечити нормальне існування і розвиток людства. З плином часу зростання населення Землі, екологічні та кліматичні зміни можуть створити ситуацію, коли брак придатної для проживання території поставить під загрозу подальше існування і розвиток земної цивілізації. Таку ситуацію, наприклад, створять неминучі зміни розмірів і активності Сонця, які надзвичайно змінять умови життя на Землі. Тому людство буде природним чином прагнути до переміщення в більш комфортний пояс.
Крім природних факторів, істотну роль можуть зіграти і наслідки діяльності самого людства: економічна або геополітична ситуація на планеті; глобальна катастрофа, викликана застосуванням зброї масового враження; виснаження природних ресурсів планети і ін.
Можливість переселення у позаземні колонії з часом може призвести до формування культурних традицій, де переселення людей в колонії буде йти постійно протягом багатьох поколінь. Культурні традиції можуть бути змінені прогресом медицини, що може привести до значного подовження людського життя. Це, в свою чергу, може призвести до «конфлікту поколінь», коли представники більш молодих поколінь і більш старших почнуть боротися між собою за життєві ресурси. Взагалі, можливість вирішення політичних конфліктів шляхом еміграції дисидентів у колонії може значно змінити політичну структуру багатьох демократичних держав. У такому разі, процес створення нових колоній буде подібний до процесу будівництва «елітних» мікрорайонів, коли колонії створюються комерційними структурами в надії на окупність; або навпаки, будівництва державного житла для незаможних верств населення для зменшення рівня злочинності в нетрях і зменшення впливу політичної опозиції в них. Рано чи пізно «нерухомість» в Сонячній системі буде поділена і процес переселення не буде обмежуватися існуючими в Сонячній системі планетарними об'єктами, але буде спрямований у бік інших зоряних систем. Питання про здійсненності подібних проектів впирається в технологічність і виділення достатніх ресурсів. Як і в будь-яких інших надпроектах (як, наприклад, будівництво величезних ГЕС або залізниць «від моря до моря», або, скажімо, Панамського каналу), ризик і розмір інвестицій занадто великий для однієї організації і з великою ймовірністю потребують втручання державних структур та залучення відповідних інвестицій. Час реалізації проектів з тераформування навколоземного простору може вимірюватися щонайменше десятиліттями чи навіть століттями .

## Критерії придатності планет до тераформування
Планети потенційно придатні до негайного заселення можна розділити на три основні категорії:
- Населена планета (планета типу Землі), найпридатніша до заселення.
- Біологічно порівнянна планета, тобто планета в стані, подібному земному, мільярди років тому.
- Легкотераформована планета. Тераформування планети такого типу можливо провести з мінімальними витратами. Наприклад, планету з температурою, що перевищує оптимум для біосфери Земної типу, можна охолодити шляхом розпилення пилу в атмосфері за принципом «ядерної зими». А планету з недостатньо високою температурою, навпаки, нагріти шляхом здійснення спрямованих ядерних ударів в поклади гідратів, що привело б до викиду в атмосферу парникових газів.

Далеко не всяка планета може бути придатна не тільки до заселення, а й до тераформування. У Сонячній системі в наш час однією з планет, не придатною до заселення людьми, є Юпітер — через високу гравітацію (2,4 g, 23,54 м / с ²) і високий радіаційний фон (при зближенні з Юпітером космічний апарат «Галілео» отримав дозу радіації, що в 25 разів перевищує смертельну дозу для людини). В Сонячній системі найсприятливішим для підтримки життя після тераформування має бути передусім Марс. Решта планет або малопридатні до тераформування, або зустрічають значні труднощі у перетворенні кліматичних умов.

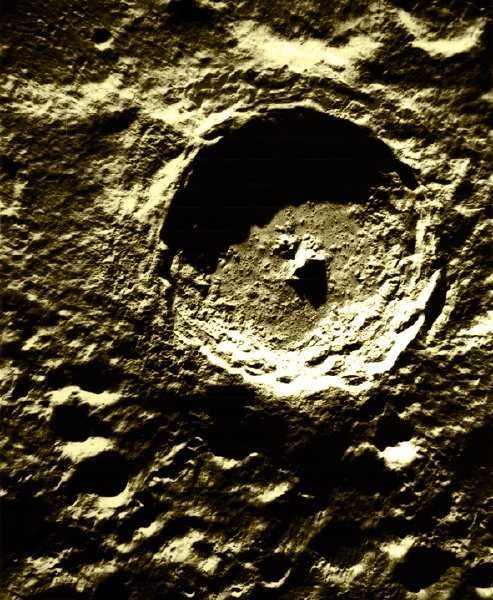
Кратер Тихо на Місяці, діаметр — 85 км.

Придатність планет до тераформування залежить від фізичних умов, в яких ці планети знаходяться. Основними з цих умов є:
- Прискорення вільного падіння на поверхні планети. Гравітація планети має бути достатньою для утримання атмосфери з відповідним газовим складом і вологістю. Планети, що мають занадто малі розміри і, отже, масу, абсолютно непридатні, тому що буде відбуватися швидкий витік атмосфери у космічний простір. Крім того, певний ступінь притягання необхідний для нормального існування на планеті живих організмів, їх розмноження та сталого розвитку. Занадто висока гравітація також може зробити планету непридатною для тераформування, через неможливість комфортного існування на ній людей.
- Обсяг прийнятої сонячної енергії. Для проведення робіт з тераформування планет необхідний достатній обсяг сонячної енергії для прогріву поверхні і атмосфери планети. Перш за все, освітленість планети Сонцем (так само як і будь-який інший батьківського зіркою) повинна бути достатньою для прогрівання атмосфери планети як мінімум до досягнення штучного парникового ефекту для підтримки температур на поверхні, достатніх для сталого перебування води в рідкому стані. Освітленість також необхідна для здійснення відтворення енергії за допомогою фото- або термоперетворювачів та виконання завдань по тераформуванню. З точки зору освітленості зона, в якій є необхідний обсяг сонячної енергії і в якій знаходяться відповідні планети, сягає орбіти Сатурна, а отже в більш глибоких областях космосу тераформування в наш час[коли?] неможливе. У майбутньому, при розширенні Сонця, рівень енергії, достатній для короткочасного (кількасот мільйонів років) підтримання життя, виявиться в межах орбіти Плутона або ж навіть у ближніх областях Пояса Койпера.
- Наявність води. Необхідна для підтримки заселення планети рослинами і тваринами кількість води — це одна з незмінних умов для можливостей заселення і успішного тераформування. У Сонячній системі не так багато планет, які мають достатніми обсягами води, і в цьому зв'язку крім Землі може бути згаданий лише Марс і супутники Юпітера (Європа, Ганімед , Каллісто) і Сатурна. В інших випадках необхідно або завезти воду на планету за допомогою технічних засобів, або відмовитися від тераформування. Планети з надмірною кількістю води, а також покриті суцільним шаром льоду згадані вище супутники Юпітера й Сатурна також можуть бути малопридатні для заселення з тієї причини, що колоністам довелося б доставляти всі необхідні елементи Періодичної таблиці з собою, так як всі корисні копалини будуть поховані під багатокілометровим шаром льоду.
- Радіаційний фон на планеті.
- Характеристика поверхні. Очевидно, що на планетах типу «газовий гігант» створити тверду поверхню практично неможливо. Технологічний рівень для цього повинен бути на порядок вище, ніж для «розмороження» землеподібної планети шляхом розпилення сажі по поверхні. Те ж саме стосується планети з аміачними льодовиками глибиною кількасот кілометрів або планети з високою вулканічною активністю. Проблеми, пов'язані з постійними виверженнями розплавлених порід, землетрусами або припливними хвилями (аналогічними цунамі на Землі), також створять істотні проблеми при тераформуванні.
- Наявність у планети магнітного поля. Останнім часом[коли?] з'явилися дані, що за відсутності магнітного поля сонячний вітер активно взаємодіє з верхніми шарами атмосфери. При цьому молекули води розщеплюються на водень та гідроксильну групу OH. Водень покидає планету, яка повністю зневоднюється. Подібний механізм діє на Венері.
- Астероїдна ситуація. У планетної системи, де астероїдна ситуація відрізняється від нашої в гіршу сторону, тобто є астероїдний пояс що знаходиться в небезпечній близькості від передбачуваного місця заселення, планета може перебувати під загрозою частих зіткнень з астероїдами, які можуть завдати істотної шкоди поверхні планети й тим самим повернути її в попередній стан (до тераформування). Це означає, що в такій системі тераформатори повинні будуть створити засоби «регулювання астероїдного руху», що потребують досить високого технологічного рівня.

Науковець та футурист Карл Саган так висловлювався щодо тераформування:
|                                                          | Хай там як, потужні зміни в природі інших космічних тіл можна буде здійснити розумно й відповідально лише тоді, коли ми набагато краще зрозуміємо ці світи. Прибічники тераформування мають спочатку стати прибічниками довгого, ретельного наукового дослідження інших світів. |
| — Карл Саган, Блакитна цятка. Космічне майбутнє людства. | |

## Паратераформування

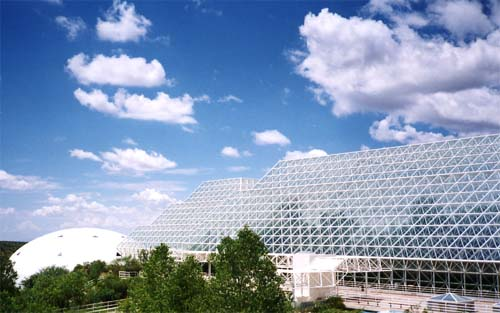
Біосфера 2 в Аризоні

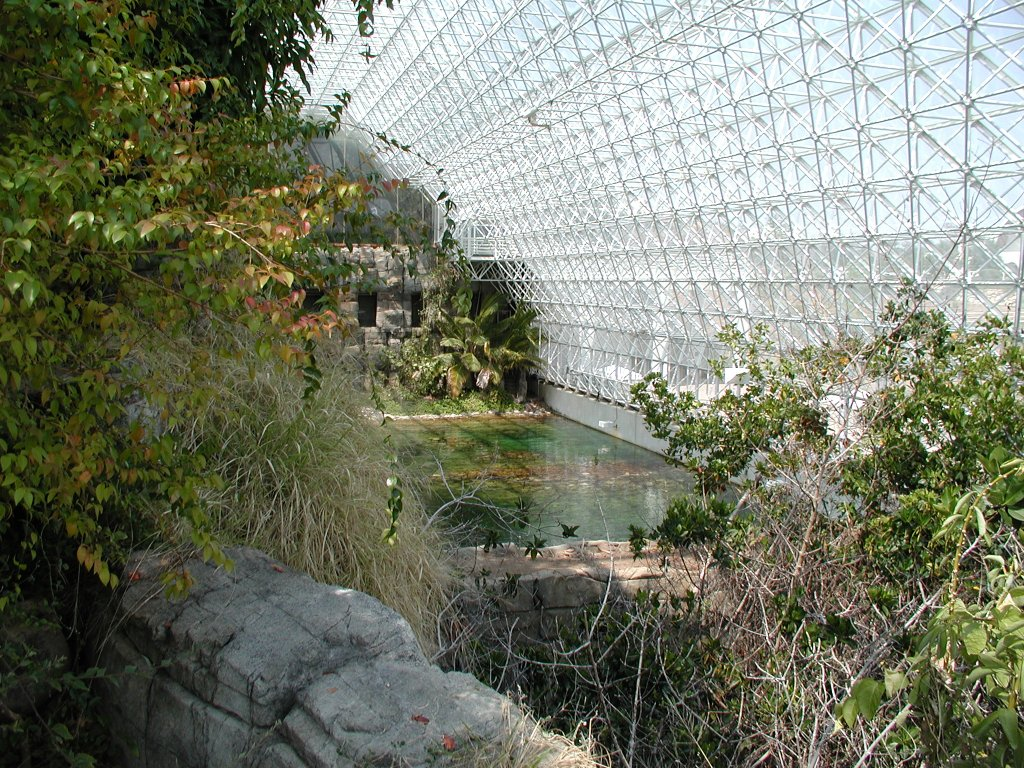
Біосфера 2 усередині. Блоки «Саванна» і «Океан».

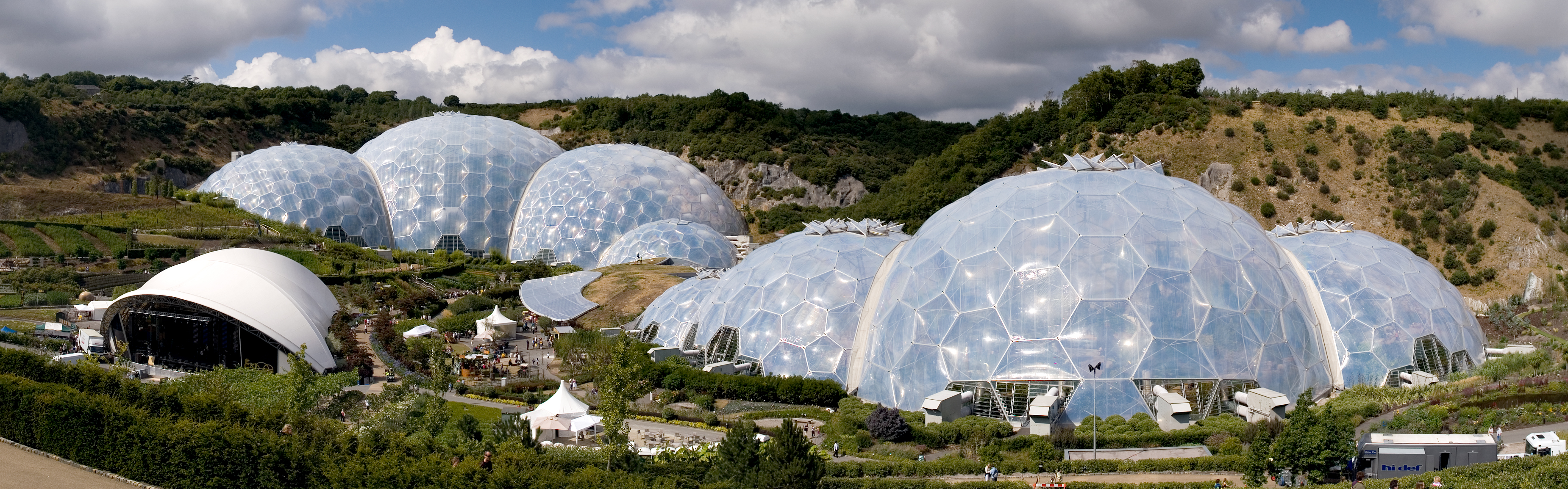
Проект Едем (В Англії). Цей оранжерейний комплекс є найбільшим у світі і займає 1,559 га, досягаючи 55 м у висоту, 100 м в ширину і 240 м в довжину — простір, достатній, щоб розмістити під куполом лондонський Тауер.

Паратераформування (paraterraforming) — проміжний крок між планетною станцією і остаточним тераформуванням, наприклад, побудова міста-саду, по суті величезної штучної біосфери.
Подібного роду теплиця-біосфера може охоплювати всю планету, особливо в умовах низької гравітації, при якій навколо планети не утримується власна атмосфера. Таке технологічне рішення також усуває проблему охолодження атмосфери: внутрішню поверхню теплиці можна покрити мікроскопічно тонким шаром алюмінію, що відбиває інфрачервоне випромінювання. При подібному варіанті тераформування колоністи отримують комфортабельні умови для життя практично відразу після прибуття на планету, оскільки технологічно не представляє складності зробити захисний купол з легкого матеріалу так, щоб він міг бути перевезений на одному транспортному кораблі прийнятного розміру. Купол може бути зроблений з м'якого матеріалу і підтримувати свою форму за рахунок внутрішнього тиску. Однак при колонізації планет з щільною атмосферою (наприклад, Венери) цей варіант незастосовний. (В умовах Венери або подібної їй планети з щільною атмосферою можливий варіант створення гігантського поселення купольного типу, перетвореного в аеростат, адже земне повітря, тобто суміш азоту з 21% кисню, важить легше, ніж венеріанська атмосфера, причому підйомна сила повітря в атмосфері Венери становить близько 40% від підйомної сили гелію.) При висоті даху купола в кілька кілометрів всередині такої біосфери клімат буде подібний земному і може бути керованим. Подібну колонію можна розмістити в геологічному пониженні, наприклад, в кратері або долині, щоб розмістити основу купола над дном зниження.
У сучасних великих містах, таких, як Нью-Йорк, щільність населення деколи досягає 10.000 чол. / км². При цьому знаходиться місце для парків, садів, пляжів та інших закладів рекреаційного типу, що надають жителям можливість відпочинку. Для колонії розміром 1 мільйон осіб необхідно буде побудувати біосферу розміром близько 100 км², тобто півсферу діаметром 12 км і вагою (без розтяжок, каркаса та інших допоміжних пристроїв) 15 тисяч тонн або 15 кг на людину (тобто менше ручного багажу, що дозволяють нести пасажирам літака). Безсумнівно існуватиме небезпека розгерметизації системи при таких нештатних ситуаціях, як падіння астероїда, аварія космічного корабля або теракт. У разі ведення військових дій поверхня купола буде першою метою ворога. Це означає, що подібна колонія буде змушена витрачати значні ресурси на заходи оборонного типу. Так чи інакше концепція біосфери цілком реалістична з урахуванням розвитку сучасних технологій, і питання здійсненності проекту впирається в здешевлення доставки вантажів у космос на «високу» орбіту Землі, що в цей час[коли?] коштує близько $ 10 000 за кг.

## Перспективи тераформування тіл Сонячної системи

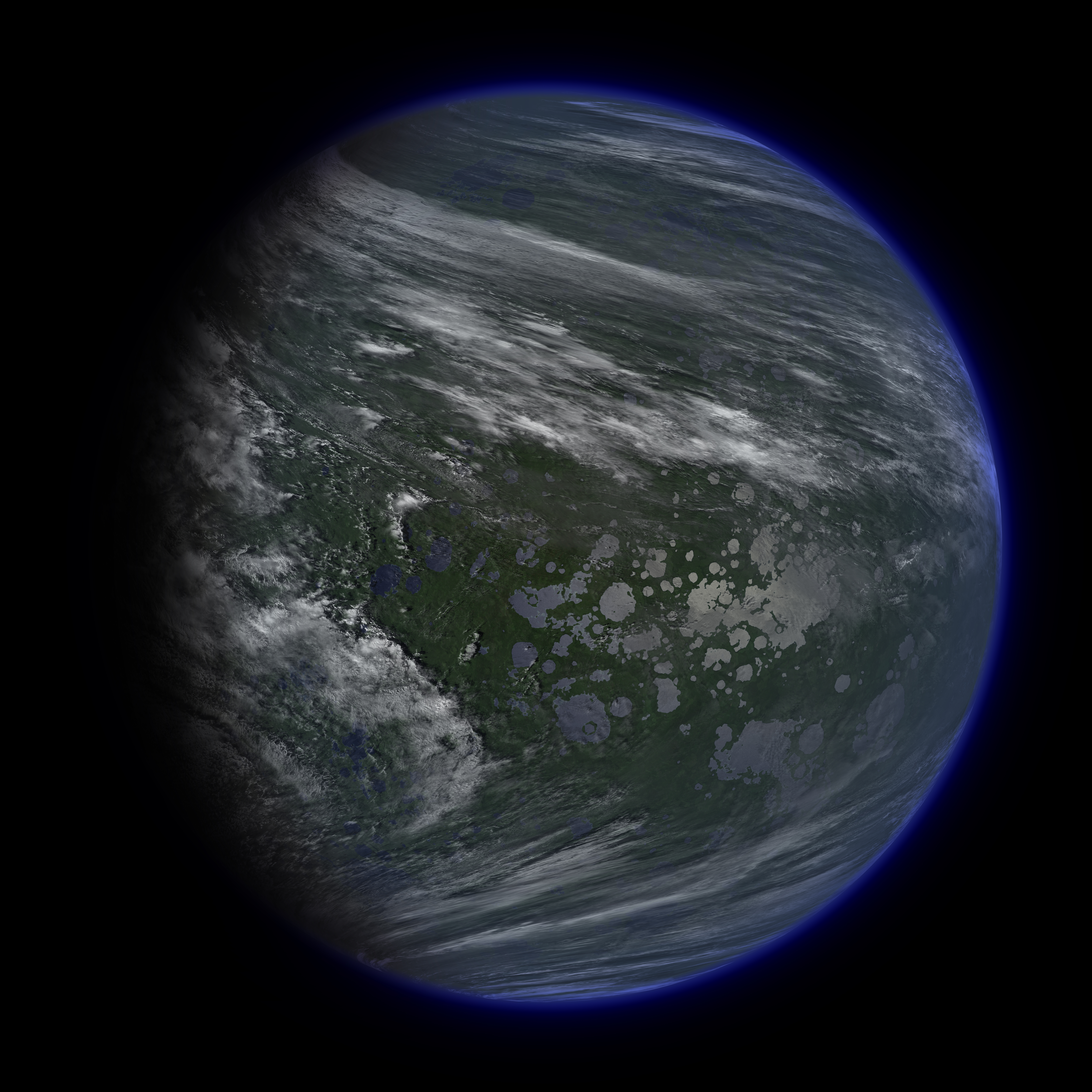
Тераформований Меркурій, в поданні художника

### Меркурій
Тераформування Меркурія є незрівнянно важчим завданням, ніж тераформування Місяця, Марса або Венери. Площа поверхні Меркурія становить 75 млн км², як Північна Америка і Євразія. А прискорення вільного падіння в середньому близько 3,7 м / с². Він здатний утримати щільну атмосферу, виготовлену з привізного матеріалу (водно-аміачні льоди). Найбільшими перешкодами на шляху тераформування Меркурія є його близьке розташування біля Сонця і вкрай повільне обертання навколо осі. Рівень сонячної енергії, що падає на поверхню Меркурія, дуже різний і в залежності від пори року і широти становить від 0 (в кратерах на полюсах, які ніколи не бачать сонячного світла) до 11 кВт / м². При точно розрахованому бомбардуванні Меркурія астероїдами ці недоліки можуть бути усунені, але зажадають дуже великих витрат енергії і часу. Цілком ймовірно, у віддаленому майбутньому людство матиме можливості зміщувати планети зі своїх орбіт. Найбажаніше було б «підняти» орбіту Меркурія на 20-30 млн км від її нинішнього стану. Важливу роль в тераформуванні Меркурія може зіграти сонячна енергія, яку вже на сучасному етапі розвитку технологій можна ефективно використовувати. Меркурій - планета досить щільна і містить велику кількість металів (залізо , нікель), і, можливо, значну кількість ядерного палива (уран, торій), які можуть бути використані для освоєння планети. До того ж, близькість Меркурія до Сонця дозволяє припускати наявність значних запасів гелію-3 в поверхневих породах.

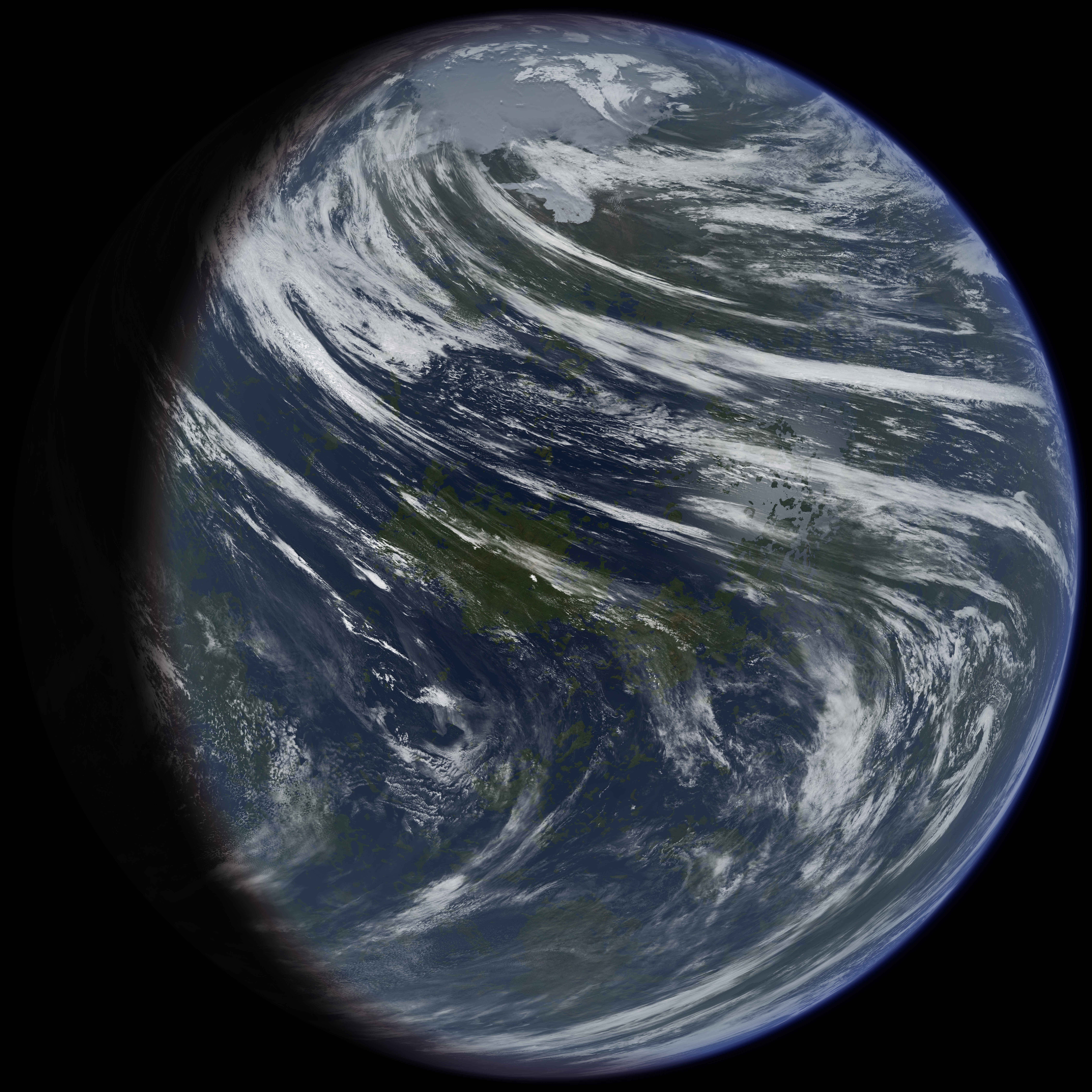
Тераформована Венера; малюнок художника

### Венера
Можливе тераформування Венери пов'язане з надзвичайно складними проблемами - на її поверхні немає рідкої води чи льоду, дуже спекотно, високий атмосферний тиск і відсутнє магнітне поле. 
Тераформування Венери потребує фізичного усунення частини атмосфери, чого можна досягти спрямованими ударами астероїдів, які викинуть атмосферу в космос. Пропонувалися проєкти заселення атмосфери генно-модифікованими рослинами, що перероблять парникові гази і тим самим зменшать температуру і збільшать частку кисню. Але тривалість цих процесів надто велика, щоб Венера стала придатною для життя в прийнятні для людства терміни. 

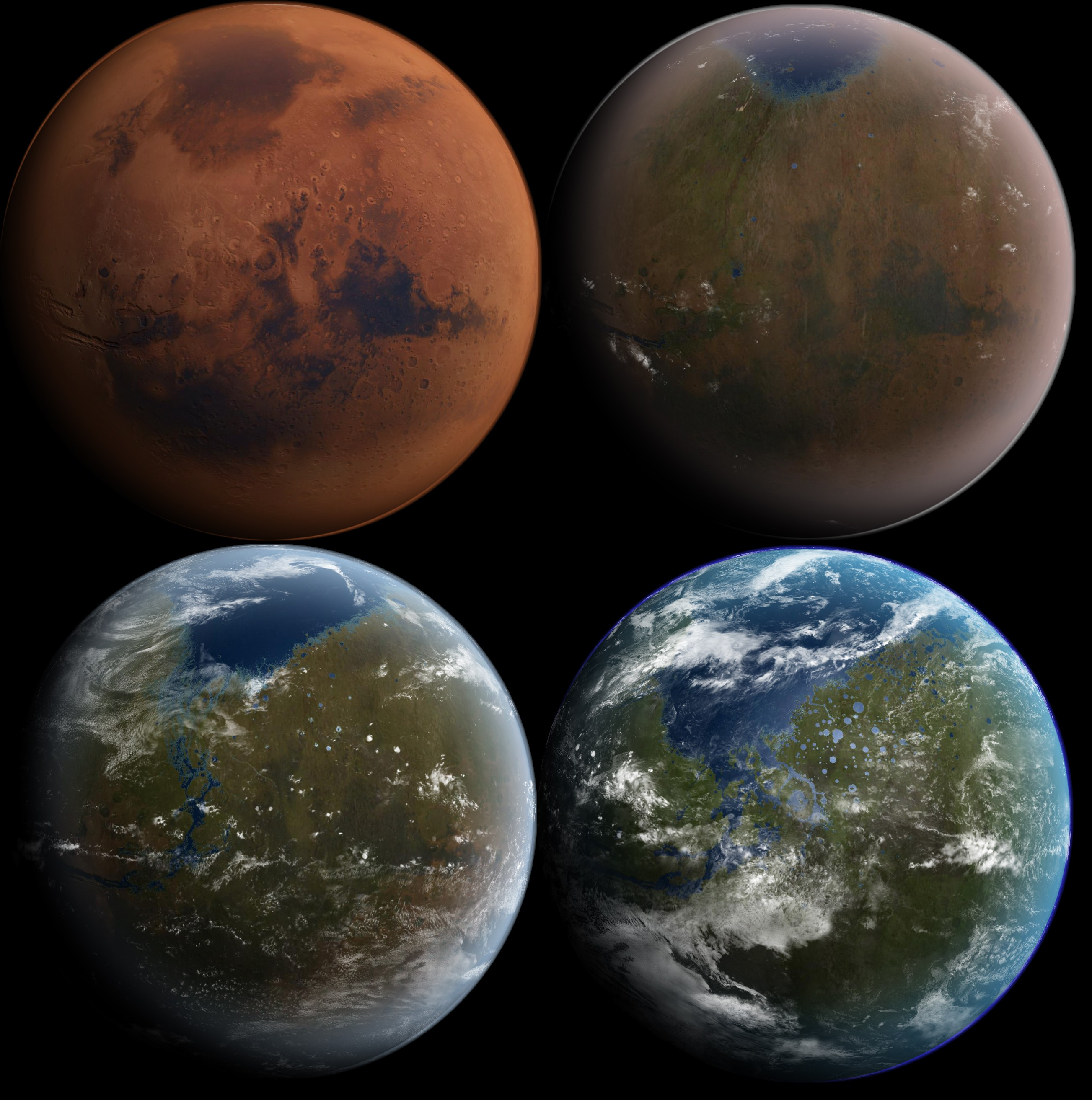
Тераформування Марса в чотири етапи, малюнок художника

### Марс
Умови на Марсі багато в чому схожі на земні, там є вода, і теоретично на марсіанському ґрунті можливо вирощувати рослини. Але дуже значні коливання температури, надзвичайно слабке магнітне поле та низький атмосферний тиск створюють досить значні перешкоди на шляху успішної колонізації цієї планети.
Ведуться дослідження, метою яких є тераформування Марса. Якщо усунути низьку температуру на поверхні Марса та ущільнити атмосферу, життя на планеті стане  можливим. Саме ці два завдання ставить перед собою тераформування. Марс потрібно нагріти лише на 30 градусів за Цельсієм. Такого ефекту можна досягнути, побудувавши на Марсі фабрику, яка вироблятиме парникові гази. Таким чином ми не лише нагріваємо планету, а й створюємо відповідну атмосферу. На Марсі вистачає корисних копалин для таких цілей. Коли температура зросте, атмосфера почне ущільнюватися, затримуючи сонячне тепло, яке потрапляє на Марс. Для досягнення цих цілей знадобиться близько 100 років. За цей час має з’явитися атмосфера, рідка вода та температура, придатна до життя.

### Інші об'єкти Сонячної системи
Тераформування інших планет, карликових планет і супутників (наприклад Місяця), карликових планет (Церера та Плутон) та супутників Юпітера і Сатурна можливе тільки після відпрацювання технологій: процесів створення атмосфери, транспорт води на поверхню та ін.